# Julia Beljajeva
Julia Beljajeva, född 21 juli 1992, är en estländsk fäktare.
Beljajeva var en del av Estlands lag som tog guld i lagtävlingen i värja vid olympiska sommarspelen 2020 i Tokyo.